# Clase O 19
La Clase O 19 la componían dos submarinos construidos para la Armada Real de los Países Bajos por los astilleros Wilton-Fijenoord de Schiedam, Países Bajos. Fueron diseñados como submarinos minadores para operaciones en aguas tanto europeas como en las colonias. 
La clase comprendía dos unidades, los O 19 y O 20 y fueron los primeros submarinos en el mundo que se equiparon con un sistema (getrimd diesel systeem) inventado por los oficiales navales holandeses J.J. Wichers y J.C. van Pappelendam para alimentar con aire sus motores diésel mientras estaba  navegando sumergido justo por debajo de la superficie y así permitir su funcionamiento. La profundidad de buceo de estos submarinos rondaba los 100 m. Estas unidades eran muy similares a los submarinos clase Orzeł construidos también en los Países Bajos por los astilleros KMS para la armada polaca.

## Historia
Los dos submarinos de la Clase O 19 cuya construcción comenzó en junio de 1936 en los astilleros Wilton-Fijenoord en Schiedam , se diferenciaban en muchos aspectos de sus predecesores. Estos buques se designaron en un principio como K XIX y K XX (K por Kolonien significaba submarinos destinados a las colonias holandesas). Sin embargo, durante su construcción, se decidió que iban a incluirse en el presupuesto del Departamento de Guerra, lo que dio como resultado que fueran redesignados a O 19 y O 20. Con ello, fueron los primeros submarinos holandeses que no se construyeron específicamente para aguas holandesas o coloniales, por lo que se destinaron al servicio general. Los HNLMS O 19 y O 20 entraron en servicio en 1939 después de un corto período de entrenamiento.

## Diseño
El diseño de los submarinos de doble casco de la clase O 19 obra del ingeniero holandés G.van Rooy se basó en parte en el de los submarinos polacos de la Clase Orzeł , que se construyeron en los Países Bajos al mismo tiempo. Los submarinos Clase O 19 fueron los primeros submarinos construidos en los Países Bajos que podían fondear minas; estaban equipados con diez tubos verticales en ambos lados con 20 minas en total (dos minas por tubo); estos también llamados minebuns, estaban ubicados entre los dos cascos de presión, podían alojar minas que podrían descargarse por separado de forma hidráulica. El diseño de los minebuns provenía de una patente del Sistema Normand-Fenaux francés. 
Los motores diésel de los submarinos de la Clase O 19 fueron construidos bajo licencia de la compañía suiza Sulzer AG por Koninklijke Maatschappij De Schelde en Vlissingen . Además de tener la capacidad de colocar minas y disparar torpedos, los dos submarinos de la clase O 19 también estaban equipados con un cañón de cubierta de 88 mm y dos Bofors 40 mm, que podían almacenarse en compartimientos herméticos delante y detrás de la torre de mando, al igual que en los submarinos de la Clase O 12. Los submarinos de la Clase O 19 estaban equipados con un antecedente del SONAR, un indicador de nivel de ruido (indicador de nivel de sonido, era un sonar pasivo)  fabricado por la compañía alemana Atlas Werke ; estos equipos, fueron precursores del Gruppenhorchgerät más tarde utilizado por los U-boote alemanes durante la Segunda Guerra Mundial. En 1943, durante un importante período de mantenimiento en Gran Bretaña al O 19 le fue reemplazado por un sistema ASDIC (un sonar activo) del tipo 120B.
El uso de acero de alta resistencia con soldadura eléctrica, logró importantes reducciones de peso del casco, lo que benefició la velocidad de los nuevos submarinos.

## Barcos
| Nombre     | Iniciado            | Botadura                 | Comisionado          | Baja                              |
| ---------- | ------------------- | ------------------------ | -------------------- | --------------------------------- |
| HNLMS O 19 | 15 de junio de 1936 | 22 de septiembre de 1938 | 3 de julio de 1939   | 10 de julio de 1945 (hundido)     |
| HNLMS O 20 | 15 de junio de 1936 | 31 de enero de 1939      | 28 de agosto de 1939 | 19 de diciembre de 1941 (hundido) |